# Борсук (Грубешівський повіт)
Борсук (пол. Borsuk) — село в Польщі, у гміні Мірче Грубешівського повіту Люблінського воєводства.
Населення — 100 осіб (2011).
У 1975—1998 роках село належало до Замойського воєводства.

## Демографія
Демографічна структура станом на 31 березня 2011 року:
|          | Загалом | Допрацездатний вік | Працездатний вік | Постпрацездатний вік |
| -------- | ------- | ------------------ | ---------------- | -------------------- |
| Чоловіки | 48      | 12                 | 28               | 8                    |
| Жінки    | 52      | 9                  | 32               | 11                   |
| Разом    | 100     | 21                 | 60               | 19                   |